# قاسم شيخ
قاسم شيخ (30 أكتوبر 1984 في المملكة المتحدة - ) هو لاعب كريكت باكستاني. شارك مع منتخب اسكتلندا الوطني للكريكت. أما مع النوادي، فقد لعب مع Pakistan Customs cricket team ‏.